# Lamim
Lamim is een gemeente in de Braziliaanse deelstaat Minas Gerais. De gemeente telt 3.654 inwoners (schatting 2009).

## Aangrenzende gemeenten
De gemeente grenst aan Catas Altas da Noruega, Itaverava, Piranga, Rio Espera, Santana dos Montes, Senhora de Oliveira,.